# Fiala (skała)
Fiala – duży ostaniec wchodzący w skład grupy skał zwanych Ostańcami Jerzmanowickimi w miejscowości Jerzmanowice. Znajduje się w górnej części Doliny Będkowskiej, na jej orograficznie lewych zboczach, w odległości ok. 700 m na południowy zachód od drogi krajowej nr 94. W niektórych źródłach opisywany jest jako Łysa.
W odległości około 500 m na południowy wschód od Fiali znajduje się równie wielki ostaniec Grodzisko, czyli Wzgórze 502. Obydwa należą do największych ostańców w Dolinkach Podkrakowskich. Zbudowane są z wapieni i należą do ważniejszych obiektów we wspinaczce skalnej. Znajdują się na terenie prywatnym i wspinaczka jest dozwolona przy zachowaniu określonych zasad.
Fiala ma wydłużony kształt o orientacji południkowej. Od zachodniej strony posiada stromy, ale porośnięty trawnikami i zadrzewiony stok, od strony wschodniej i południowej natomiast jest to potężny mur skalny o wysokości do 25 m. Wybitne kominy i zacięcia dzielą go na wiele części. W kierunku od południa na północ są to:
- Czarna Rysa – południowa ściana o wysokości 20 m, przecięta dwoma krótkimi rysami. Jej prawym ograniczeniem jest szeroki i gładki Skrajny Komin. Jest w nim półka.
- Mały Okapik – południowa ściana, od lewej ograniczona Skrajnym Kominem, od prawej wybitnym i wąskim filarem. Za nim jest Głęboki Komin. W ścianie jest depresja, powyżej której znajduje się podłużny okap.

W obydwu ścianach jest 17 dróg wspinaczkowych.
- Duży Okap – duża ściana z przewieszeniem w dolnej części oraz okapem w kształcie dzwonu. Powyżej nich znajduje się urzeźbiona płyta. Z prawej strony w ścianie znajdują się pionowe rysy i zacięcia.
- Diretissima – wysoka ściana z licznymi wgłębieniami w postaci dziurek. Środek ściany przecina pionowa rysa z niewielkim okapem i wgłębieniem powyżej niego. W prawej stronie ściany znajduje się niewielka turniczka. Jedna z jej ścian ma soczewkowate przewieszenie.

W Dużym Okapie i Diretissimie są 24 drogi wspinaczkowe.
- Pielgrzymka i Malinowy Filar – wysoka i szeroka ściana w środkowej części muru Łysej. Wyróżnia się w niej trzy części. Lewą stanowi gładka płyta podcięta przewieszeniem. Środkowa to wysoki i wąski Malinowy Filar, również z przewieszeniem. Prawa część jest silnie urzeźbiona, ma depresję i okap powyżej niej. 21 dróg wspinaczkowych[4].
- Dziurki i Kupała – silnie urzeźbiona płyta o dwóch skośnych depresjach, od prawej strony ograniczona filarkiem. 9 dróg wspinaczkowych[4].
- Gołębnik – trzy turnie w najwyższej części wschodniego muru; najwyższa jest południowa, najniższa północna. 8 dróg wspinaczkowych[4].

Fiala jest jednym z 41 pomników przyrody gminy Jerzmanowice-Przeginia (w rejestrze ma nr 10/26) i znajduje się na obszarze Parku Krajobrazowego Dolinki Krakowskie.

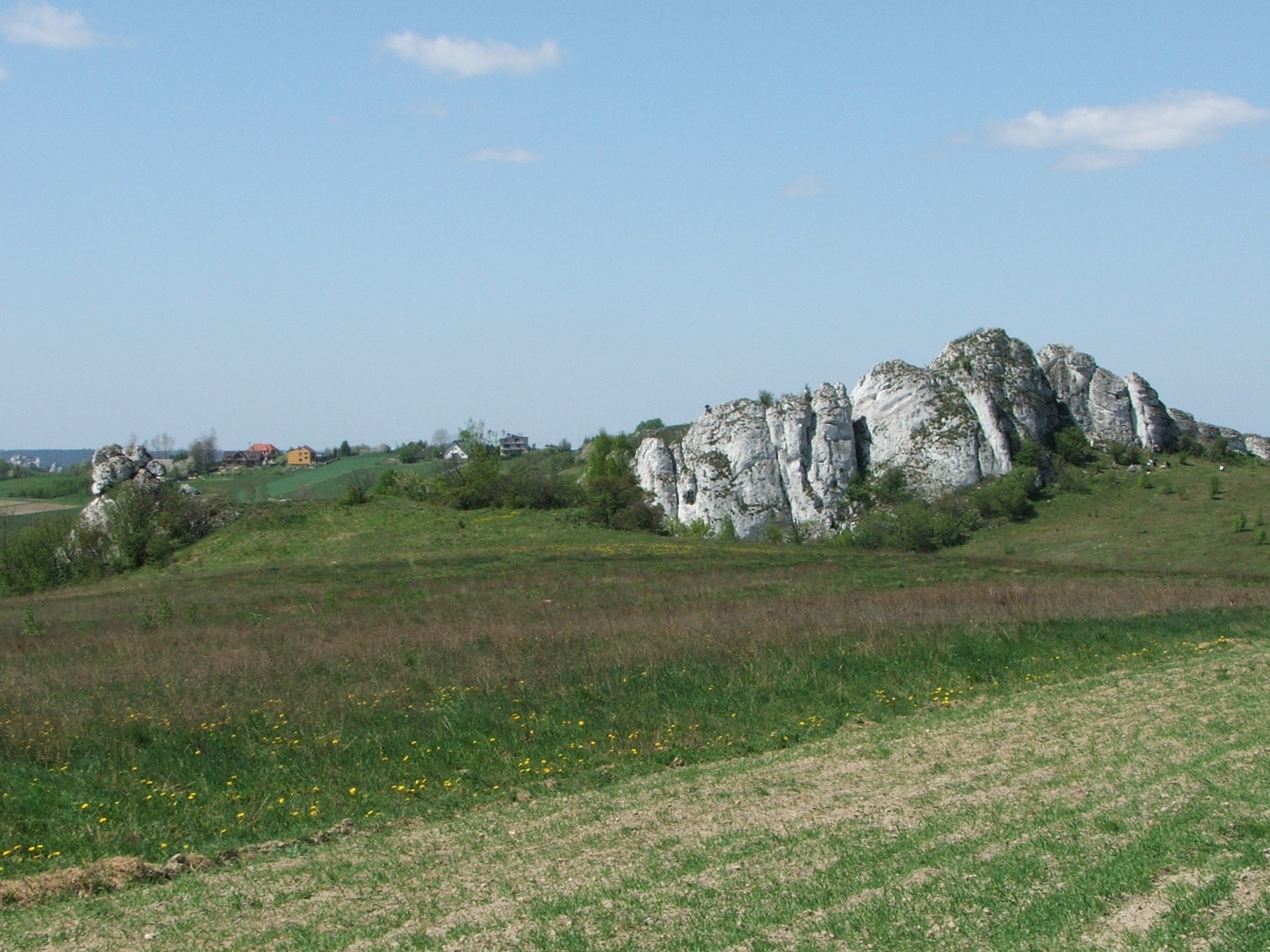
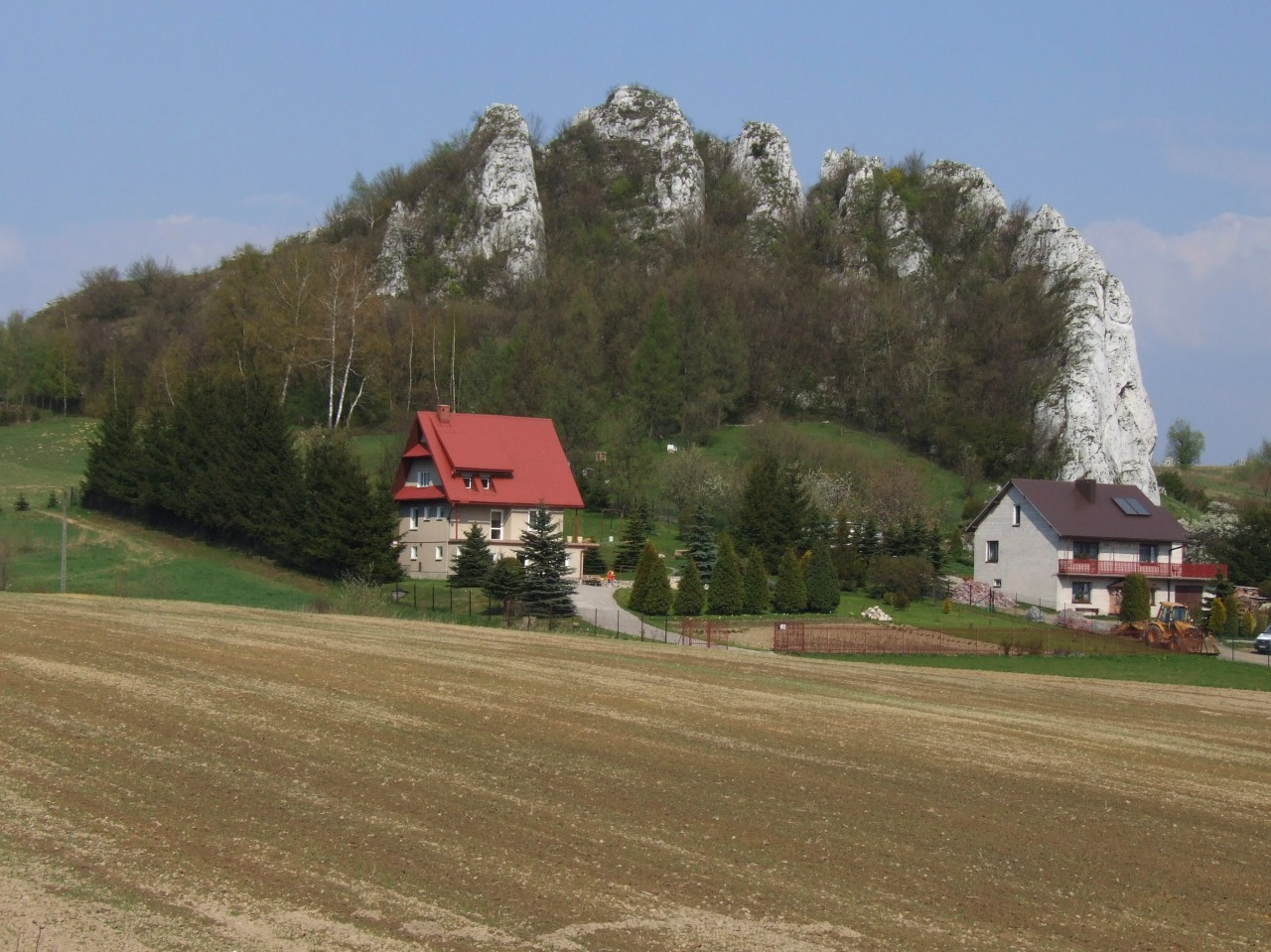
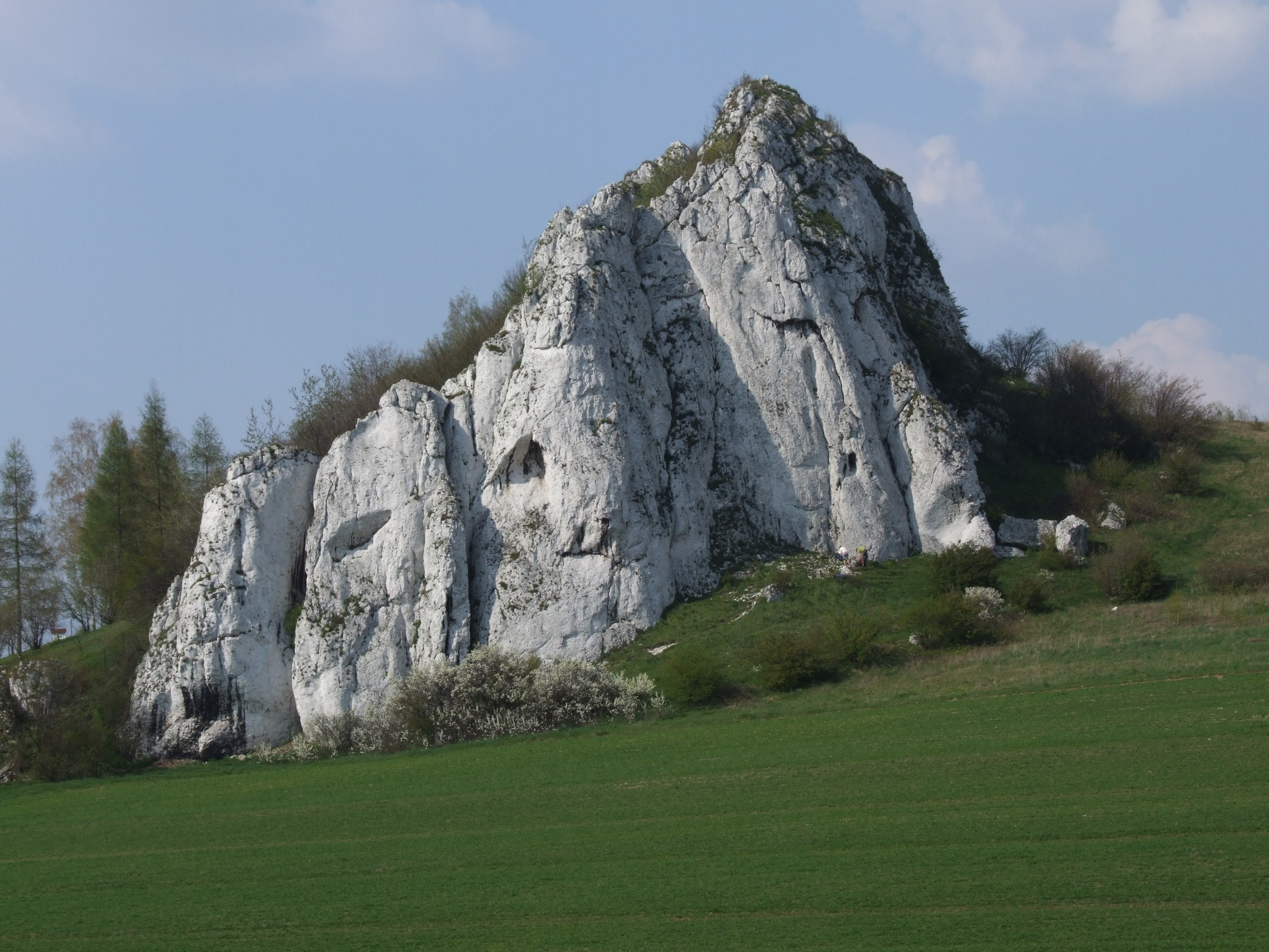
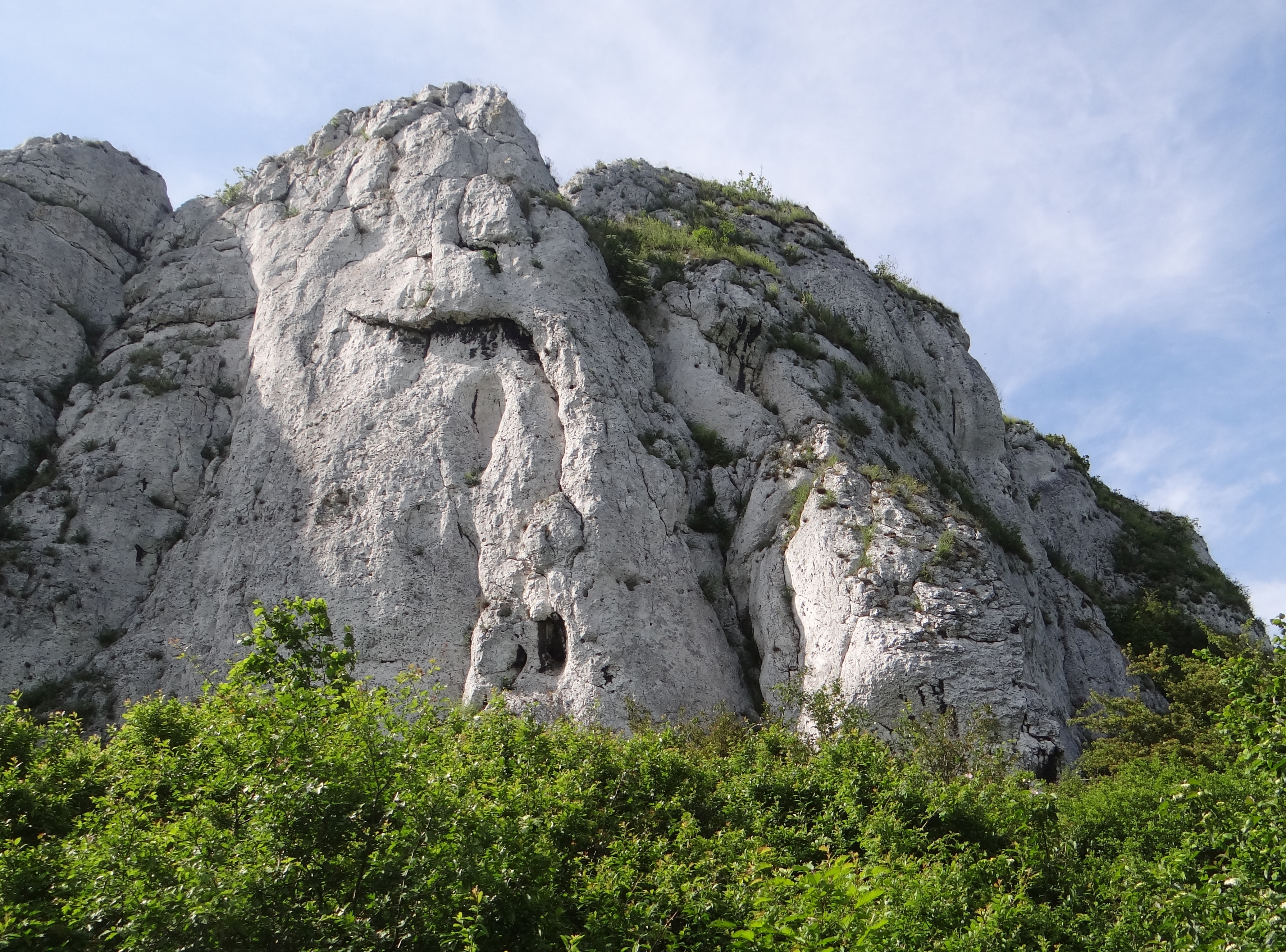
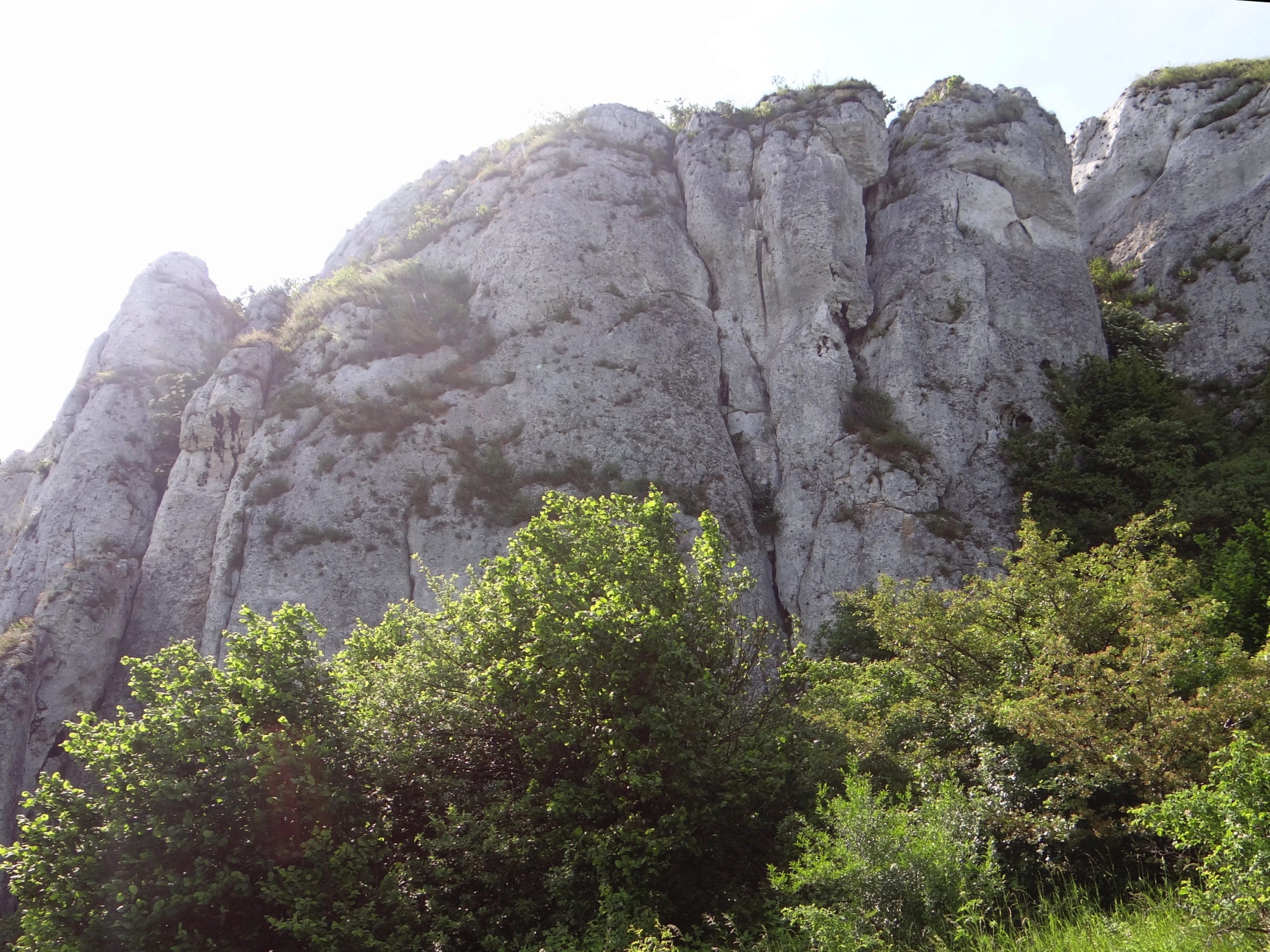